# Peromyscus
Peromyscus — рід гризунів, які належать до родини Хом'якові (Cricetidae) і живуть у Північній та Центральній Америках. 

## Опис
Досягають довжини голови й тіла від 7 до 17 сантиметрів, хвіст від 4 до 21 сантиметрів. Вага коливається від 15 грам в деяких видів до 110 грамів. Хутро, як правило, золотисто-жовте, сіре або коричневе зверху, низ білий. Тим не менш, є види, які майже повністю білі або майже чорні. Вуха великі й покриті тонкими волосками, хвіст волохатий і часто закінчується пензликом.

## Поширення
Поширення простягається від південної Аляски через Канаду, прилеглі території Сполучених Штатів і Мексики до Панами. Вони зустрічаються в найрізноманітніших місцях проживання, від гірських районів через ліси й луки до пустель.

## Життя
Часто зустрічаються у великій кількості особин. Ведуть в першу чергу нічний спосіб життя. Як місця відпочинку деякі види роблять гнізда з трави та інших рослинних матеріалів, інші види використовують щілини й інших укриття. Багато видів соціальні й живуть в сім'ях або інших дрібних групах. Їх раціон складається з насіння, горіхів, фруктів, комах та інших безхребетних і падла.

## Відтворення
Якщо клімат не дуже холодний або дуже жаркий, відтворення може здійснюватися протягом усього року. Після приблизно 21—27-денного періоду вагітності, самиця народжує в середньому 3.4 (від 1 до 9) дитинчат. Маля відкриває очі за 2 тижні, годування молоком триває від трьох до чотирьох тижнів. Статева зрілість настає від 30 до 50 днів. Це дуже родючі тварини в лабораторії, самиця дає 14 приплодів на рік.
Більшість тварин у дикій природі не живуть і 2-х років, в неволі живе більше 8 років. Тварин легко вирощувати, тому їх часто використовувати в експериментах на тваринах. 

## Види
1. Peromyscus arcticus (Mearns, 1890)
2. Peromyscus attwateri J. A. Allen, 1895
3. Peromyscus aztecus (Saussure, 1860)
4. Peromyscus bakeri Álvarez-Castañeda, Lorenzo, Segura-Trujillo, & Pérez-Consuegra, 2019
5. Peromyscus boylii (Baird, 1855)
6. Peromyscus bullatus Osgood, 1904
7. Peromyscus californicus (Gambel, 1848)
8. Peromyscus caniceps Burt, 1932
9. Peromyscus carletoni R. D. Bradley, Ordóñez-Garza, Sotero-Caio, Huynh, Kilpatrick, Iñiguez-Dávalos, & Schmidly, 2014
10. Peromyscus carolpattonae Álvarez-Castañeda, Lorenzo, Segura-Trujillo, & Pérez-Consuegra, 2019
11. Peromyscus crinitus (Merriam, 1891)
12. Peromyscus dickeyi Burt, 1932
13. Peromyscus difficilis (J. A. Allen, 1891)
14. Peromyscus eremicus (Baird, 1858)
15. Peromyscus eva Thomas, 1898
16. Peromyscus furvus J. A. Allen and Chapman, 1897
17. Peromyscus gambelii (S. F. Baird, 1858)
18. Peromyscus gardneri Lorenzo, Álvarez-Castañeda, Pérez-Consuegra, & Patton, 2016
19. Peromyscus gossypinus (LeConte, 1853)
20. Peromyscus grandis Goodwin, 1932
21. Peromyscus gratus Merriam, 1898
22. Peromyscus guardia Townsend, 1912
23. Peromyscus guatemalensis Merriam, 1898
24. Peromyscus gymnotis Thomas, 1894
25. Peromyscus hooperi Lee and Schmidly, 1977
26. Peromyscus interparietalis Burt, 1932
27. Peromyscus keeni Merriam, 1897
28. Peromyscus kilpatricki R. D. Bradley, Ordóñez-Garza, Ceballos, Rogers, & Schmidly, 2017
29. Peromyscus labecula D. G. Elliot, 1903
30. Peromyscus laceianus V. O. Bailey, 1906
31. Peromyscus latirostris Dalquest, 1950
32. Peromyscus leucopus (Rafinesque, 1818)
33. Peromyscus levipes Merriam, 1898
34. Peromyscus madrensis Merriam, 1898
35. Peromyscus maniculatus (Wagner, 1845)
36. Peromyscus mayensis Carleton and Huckaby, 1975
37. Peromyscus megalops Merriam, 1898
38. Peromyscus mekisturus Merriam, 1898
39. Peromyscus melanocarpus Osgood, 1904
40. Peromyscus melanophrys (Coues, 1874)
41. Peromyscus melanotis J. A. Allen and Chapman, 1897
42. Peromyscus melanurus Osgood, 1909
43. Peromyscus merriami Mearns, 1896
44. Peromyscus mexicanus (Saussure, 1860)
45. Peromyscus nasutus (J. A. Allen, 1891)
46. Peromyscus nicaraguae J. A. Allen, 1908
47. Peromyscus nudipes (J. A. Allen, 1891)
48. Peromyscus ochraventer Baker, 1951
49. Peromyscus oreas Bangs, 1898
50. Peromyscus pectoralis Osgood, 1904
51. Peromyscus pembertoni Burt, 1932
52. Peromyscus perfulvus Osgood, 1945
53. Peromyscus polionotus (Wagner, 1843)
54. Peromyscus polius Osgood, 1904
55. Peromyscus pseudocrinitus Burt, 1932
56. Peromyscus salvadorensis Dickey, 1928
57. Peromyscus sejugis Burt, 1932
58. Peromyscus simulus Osgood, 1904
59. Peromyscus sitkensis Merriam, 1897
60. Peromyscus slevini Mailliard, 1924
61. Peromyscus sonoriensis (Le Conte, 1853)
62. Peromyscus spicilegus J. A. Allen, 1897
63. Peromyscus stephani Townsend, 1912
64. Peromyscus stirtoni Dickey, 1928
65. Peromyscus totontepecus Merriam, 1898
66. Peromyscus tropicalis G. G. Goodwin, 1932
67. Peromyscus truei (Shufeldt, 1885)
68. Peromyscus winkelmanni Carleton, 1977
69. Peromyscus yucatanicus J. A. Allen and Chapman, 1897
70. Peromyscus zarhynchus Merriam, 1898